# Pavel Reisenauer
Pavel Reisenauer (7. října 1961 Praha – 13. února 2024 Jáchymov) byl český malíř a výtvarník. Od roku 1991 až do své smrti pracoval jako grafik a ilustrátor v týdeníku Respekt. Patřil k nejznámějším současným karikaturistům.

## Život
Reisenauerův dědeček byl za první republiky a protektorátu vysoce postavený státní zaměstnanec. Za komunismu musel jeho otec kvůli špatnému třídnímu původu na vojně tři a půl roku těžit uhlí na Kladně. Po maturitě na gymnáziu Reisenauer pracoval jako noční hlídač u národního podniku Průmstav v Podbabě, poté čtyři roky jako topič v kotelně Fakultní nemocnice v Praze na Hagiboru. V takových zaměstnáních měl čas na čtení, přepisování samizdatových textů z undergroundu a malování; od mládí rád kreslil a malovat  začal jako samouk v osmdesátých letech. Už v samizdatu ilustroval Placákův román Medorek. V PKC Ženské domovy se roku 1992 konala společná výstava (Tenké nátěry I) Pavla Reisenauera s Michalem Singerem. V roce 1993 následovala výstava (Tenké nátěry II) obou výtvarníků v Galerii Václava Špály. 
V lednu 1991 Reisenauer nastoupil do časopisu Respekt. Přivedli ho tam Petr Placák a Viktor Karlík, se kterým se znal přes spolupráci na samizdatové Revolver Revue. Reisenauer nejprve pomáhal s grafickou úpravou, později začal ilustrovat také samotnou obálku časopisu. Pro ČTK uvedl, že obvykle mu redakce poskytla námět článku k titulní straně s několika hlavními tezemi a on měl obvykle dva až tři dny, aby jej zpracoval do titulního obrázku. Za „jedinečnou výtvarnou reflexi společenských událostí“ na stránkách časopisu získal roku 2008 Cenu Karla Havlíčka Borovského. Komentoval to slovy: „Z ceny mám samozřejmě radost, ale je zajímavé, že jsem ji dostal, přestože nejsem novinář.“ Kromě Respektu dlouho vytvářel rovněž  ilustrace na titulní stranu přílohy Orientace Lidových novin.

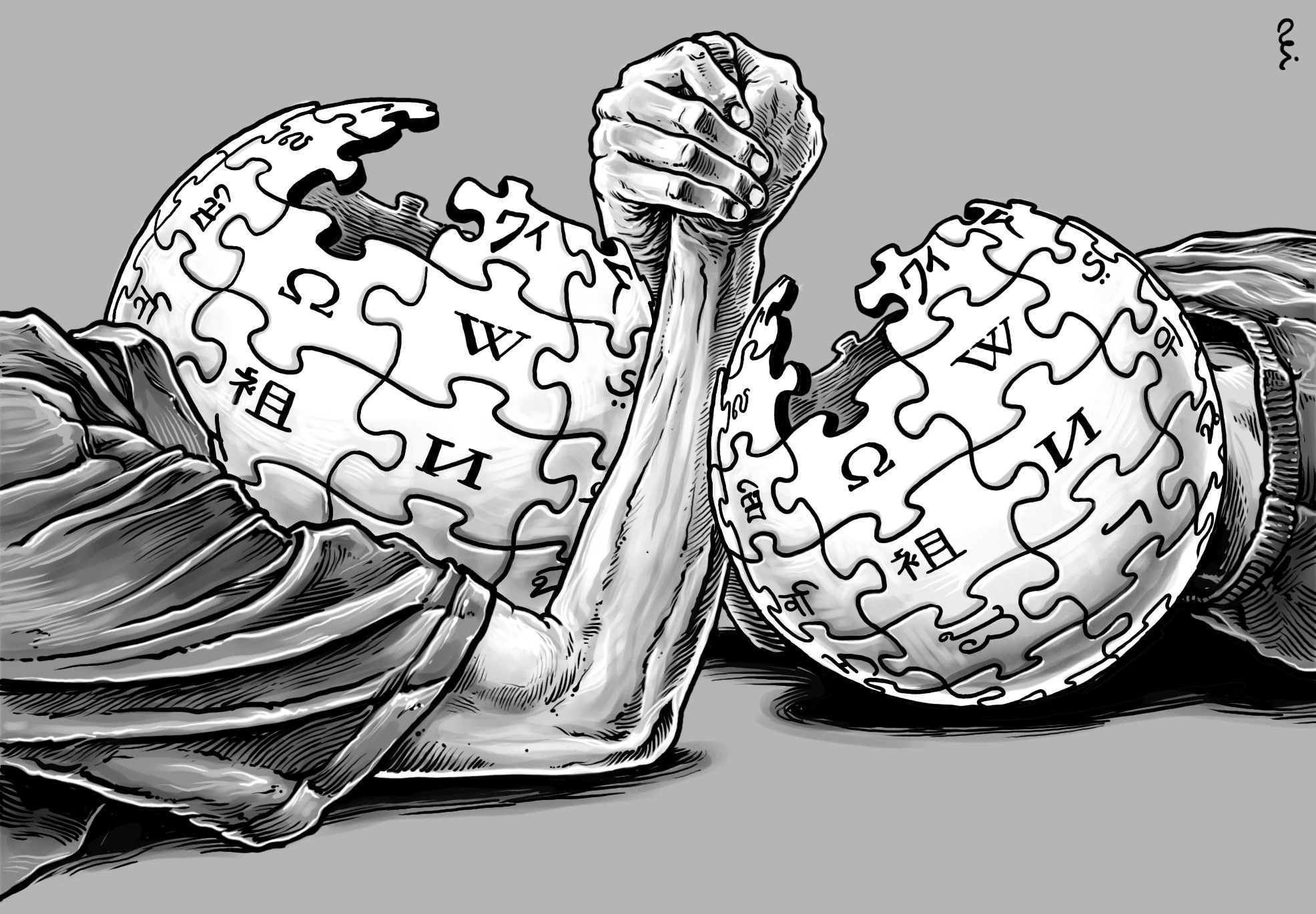
Příklad tvorby Pavla Reisenauera – znázornění editačních válek na Wikipedii

V roce 2000 byl uveden film Jana Hřebejka Musíme si pomáhat, jehož pevný předfilm představuje Reisenauerova parafráze protektorátního filmového týdeníku Aktualita - autentická zvuková stopa je glosována animovanými ilustracemi plnými anachronismů a zesměšňujících posunů.
Reisenauer se věnoval rovněž knižní ilustraci a volné tvorbě. V roce 1995 dokončil komiks Smrt po životě. V roce 2007 se účastnil skupinové přehlídky v pražské galerii 5. patro. Kurátorka Lenka Lindaurová výstavu připravila z děl autorů, kteří začali tvořit na přelomu 80. a 90. let 20. století. V roce 2012 měl samostatnou výstavu v budově Elektrických podniků v pražských Holešovicích.
Zemřel v únoru 2024 v Jáchymově, kde poslední dekádu žil, ve věku 62 let. Příčinou smrti byla zástava srdce.

## Osobnost
Nejširší veřejnost znala Pavla Reisenauera jako glosátora každodenního života, politiky, konání mocných. Ačkoli tvrdíval, že politiku sleduje jen zpovzdálí, na jeho pravidelných ilustracích bylo vidět, že se o veřejné dění živě zajímá. Vůči mocným uměl být velice přísný, zastání u něj nacházeli ti, jejichž hlas nikdy nebyl silný. Jako člověka se silným sociálním cítěním ho znali i jeho nejbližší přátelé, kolegové a také jeho dlouholetá partnerka, literární vědkyně Markéta Kořená, se kterou prožili 15 let společného života. Pavlovo úmrtí nesla Markéta velice těžce a 1. srpna 2024, necelý půlrok po jeho skonu se rozhodla dobrovolně odejít za ním.

## Knihy
- Pavel Reisenauer: 209 kreseb a 33 obrazů (Respekt, 2008)[14]